# Ớt đỏ Savina
Ớt đỏ Savina là một giống ớt habanero (Capsicum chinense Jacquin), được lai tạo có chọn lọc để tạo ra trái cây có vị cay nồng hơn, khối lượng nặng hơn và kích thước to hơn.
Frank Garcia của GNS Spices, ở Walnut, California, được ghi nhận là nhà phát triển ra giống ớt Red Savina habanero. Phương pháp chính xác mà Garcia sử dụng để chọn các chủng nóng nhất không được công khai.
Ớt đỏ Savina được bảo vệ bởi Đạo luật bảo vệ giống cây trồng của Hoa Kỳ (PVP # 9200255) cho đến năm 2011 
Vào tháng 2 năm 2007, ớt Savina đỏ đã bị thay thế trong Kỷ lục Guinness thế giới bởi một loại ớt nóng nhất thế giới đến thời điểm đấy là Ớt bhut jolokia, còn được gọi là "Ớt ma". Ớt đỏ Savina đã giữ kỷ lục này từ năm 1994 đến 2006.
Ớt đỏ Savina đã được báo cáo với số điểm lên tới 577.000 trên thang Scoville, nhưng con số được trích dẫn này chưa bao giờ được xác minh; một thí nghiệm so sánh được thực hiện bởi một nhóm các nhà nghiên cứu bao gồm Giáo sư nhiếp chính Paul W. Bosland tại Viện Ớt Chile tại Đại học bang New Mexico năm 2005 cho thấy mức nhiệt trung bình là 248.556 SHU đối với giống ớt đỏ Savina. Orange Habaneros có thể cay nóng đến mức 357.729 SHU, nhưng Orange Habanero trung bình là khoảng 200.000 SHU. Trong khi ớt bhut jolokia trung bình là 1.019.687 SHU.